# Vouvray-sur-Loir
Vouvray-sur-Loir korábbi község Franciaország Loire mente régiójában, Sarthe megyében. 2016. október 1-jén Montabon és Château-du-Loir korábbi községgel egyesült és az így létrejött Montval-sur-Loir új község része lett.
Lakosainak száma 781 fő (2018. január 1.). Vouvray-sur-Loir Château-du-Loir, Dissay-sous-Courcillon, Flée és Marçon községekkel határos.

## Népesség
A település népessége az elmúlt években az alábbi módon változott:
| Lakosok száma | 789  | 783  | 781  |
|               | 2013 | 2017 | 2018 |